# Marija Golubeva
Marija Golubeva (ur. 28 czerwca 1973 w Rydze) – łotewska polityk, historyk i badaczka, posłanka na Sejm, od 2021 do 2022 minister spraw wewnętrznych.

## Życiorys
W 1994 ukończyła filologię angielską na Uniwersytecie Łotwy. W 1995 uzyskała magisterium z historii na Uniwersytecie Środkowoeuropejskim w Budapeszcie, a w 2000 doktorat na University of Cambridge. Pracowała jako wykładowczyni akademicka na kilku uczelniach i jako doradczyni w administracji państwowej. W 2004 została badaczką w think tanku PROVIDUS, była też dyrektorem do spraw rozwoju w tej jednostce. Zajmowała się również działalnością konsultingową.
Weszła w skład władz ugrupowania Ruch Za!; dołączyła z nim do koalicji Dla Rozwoju/Za!, z ramienia której w wyborach w 2018 uzyskała mandat posłanki na Sejm XIII kadencji. W parlamencie została przewodniczącą frakcji swojego ugrupowania. W czerwcu 2021 objęła urząd ministra spraw wewnętrznych, wchodząc w skład rządu Artursa Krišjānisa Kariņša. Ustąpiła z tej funkcji 16 maja 2022 w związku z incydentami wokół pomnika żołnierzy sowieckich w Rydze.
Jest jawną lesbijką.